# Théo van Rysselberghe
Théophile van Rysselberghe, mais conhecido como Théo van Rysselberghe (Gante, 23 de novembro de 1862 - Saint-Clair, 13 de dezembro de 1926) foi um pintor neoimpressionista belga.
Nascido em Gante, filho de uma família burguesa. Seus irmãos  Charles van Rysselberghe e Octave van Rysselberghe, tornaram-se ambos arquitetos renomados em seu país.
Após estudar na Academia de Belas Artes de Gante e na Academia de Bruxelas, Théo van Rysselberghe participou da exposição no Salão de Bruxelas pela primeira vez em 1881.
Interessado pela pintura dos mestres espanhóis e pela arte de cunho orientalista, viajou à Espanha em 1882 e esteve três vezes no Marrocos entre 1883 e 1887.   
Rysselberghe foi um dos membros fundadores em 1883 do grupo vanguardista de Bruxelas “Les Vingt”(Os Vinte), de tendência pós-impressionista; ao lado dos pintores James Ensor e Fernand Khnopff; e do crítico de arte Octave Maus, de quem era amigo.
A partir de 1886, após uma estada em Paris, descobriu o pontilhismo de Georges Seurat, que teve grande influência sobre seu trabalho ao longo da década seguinte.
Rysselberghe casou-se com Maria Monnom em 1889. Tiveram uma filha, Elisabeth, em 1890.
Mudou-se com a família para Provença oo final da década de 1890, depois estabeleceram-se em Paris em 1897, onde van Rysselberghe travou contato com outros artistas como Camille Pissaro, Paul Signac, Maximilien Luce, dentre outros.  Ainda nesta época contribuiu para a revista anarquista “Temps Nouveaux “.
A partir do final do século XIX, afastou-se gradualmente do pontilhismo. Depois de 1903, sua técnica pontilhista, tornou-se mais relaxada e por volta de 1910 ele a abandonou completamente. Seus golpes haviam se tornado mais longos e ele usava cores mais vivas e contrastes mais intensos, ou matizes mais suaves.
Van Rysselberghe também projetou móveis e se dedicou às artes aplicadas, muitas vezes em colaboração com os arquitetos Henry van de Velde e Victor Horta.
Realizou algumas prospecções da costa do Mediterrâneo entre Hyères e Mônaco, em turnê de motocicleta, com seu amigo Henri-Edmond Cross.
Rysselberghe fixou-se em Saint-Clair (onde Cross já residia). O arquiteto Octave van Rysselberghe, seu irmão (e vizinho), construiu para ele uma residência em 1911. Aposentou-se então na Côte d'Azur e tornou-se cada vez mais distante da cena artística de Bruxelas.
Em 1923 nasceu sua neta Catherine, fruto da relação de sua filha Elisabeth com o escritor francês André Gide.

Theo van Rysselberghe morreu na França; em Saint-Clair,Var; em 14 de dezembro de 1926 e foi enterrado no cemitério de Lavandou, ao lado de seu amigo e também pintor Henri-Edmond Cross.